# 大野神社 (栗東市)
大野神社（おおのじんじゃ）は、滋賀県栗東市にある神社。旧社格は郷社。

## 祭神
- 主祭神 - 菅原道真[2]

## 歴史
詳しい創建年代は不明であるが、古典・所伝によると元慶6年（882年）より以前から社のあったことがうかがわれる。
由緒としては、聖武天皇の勅願により、奈良の都の北東（鬼門）の方角に位置する地に国家鎮護の霊山として金勝山上に金勝寺（大菩提寺）が創建され、後に平安時代後期になって現・滋賀県栗東市荒張の当地に金勝寺の鎮守社として天之水分神が祀られ、天神社として創建されたのが当社の始まりであるという。以来、当社は金勝荘の総社にもなっていた。
当社は後に狛坂天神、次いで於之宮天神（おのみやてんじん）とその名を改めている。
寛平9年（897年）に菅原道真が勅使として金勝寺に参向した際は当社に滞在している。そうした道真とのゆかりや道真歿後の天神信仰を受け、天徳3年（959年）に当社・於之宮天神の本殿の横に道真を祀った天満宮が建立された。しかし、いつしか当社は天満宮の方が本殿とされ、かつての祭神である天之水分神は末社とされてしまい、社名も於野宮天満宮と改められた。
以降、武家の崇敬を集めるなどして社運が隆盛し、鎌倉時代には近江国の守護佐々木氏（六角氏）が、室町時代には足利義尚等によって社殿の造営、修理などが行われている。
1869年（明治2年）には社名が大野神社と改められ、1876年（明治9年）に村社に列せられている。1915年（大正4年）には神饌幣帛料供進社に指定され、1929年（昭和4年）に郷社に昇格している。
境内には明治天皇や岡部譲等の歌碑がある。

## 境内
- 本殿 - 三間社流造。
- 幣殿 - 中門でもある。
- 拝殿（祈祷殿）
- 観音堂 - 十一面観音立像（栗東市指定有形文化財）、毘沙門天立像、不動明王立像を祀る。かつての神仏習合の名残り。十一面観音立像は神仏習合時代の当社の本地仏である。
- 御輿蔵
- 天神の泉
- 社務所
- 楼門（重要文化財） - 楼門としては滋賀県内最古のもので平安時代末期の様式を残した鎌倉時代初期の建築とみられる。

### 摂末社
- 三社殿（出雲社、栗東市指定有形文化財） - 祭神：出雲大神、恵比寿大神、八幡大神。摂社。一間社流見世棚造。
- 水分社 - 祭神：天之水分神。末社。こちらが当社の当初の主祭神であった。
- 境外社
  - 春日神社 - 東坂地域。
  - 松倉神社 - 中村地域。
  - 中山神社 - 蔵町地域。
  - 白山神社 - 観音寺地域。
- 兼務社
  - 春日神社 - 荒張地域。

## 文化財

### 重要文化財
- 楼門（明治34年3月27日指定）[8]

### 栗東市指定有形文化財
- 三社殿（出雲社）
- 木造十一面観音菩薩立像 - 平安時代。
- 鰐口 - 室町時代。大永六丙戌年四月、大工兵衛の刻銘がある。

## 所在地
- 滋賀県栗東市荒張896

## アクセス
- JR琵琶湖線・JR草津線草津駅から帝産湖南交通。下記の各停留所で下車[注 2]。
  - 「大野神社参道入口」停留所下車、徒歩約500 m
  - 「コミュニティセンター金勝」停留所下車、徒歩約900 m
  - 「中村」停留所下車、徒歩約1.5 km

（交通アクセスの出典：）
備考
- 手原駅（JR草津線）からのバスは極めて少ないが、登山シーズンの土曜・休日は（同駅を始終着とする）こんぜめぐりちゃんバスが運行される[10]。
- 「大野神社参道入口」停留所発着のバスは土曜・休日のみ運行[11]。かつては同停留所 - 「草津駅」停留所間を直行する便の設定があった[12]。
- 付近にはくりちゃんバスの「大野神社」停留所（金勝循環線〈成谷（なるたに）線〉）があるが、この路線はデマンド運行である[13]。

## その他
- 当社はアイドルグループ「嵐」のリーダー、大野智と同じ名を冠するため、それに関する授与品がいくつか製作された。その例としてお守り[14]、だるま、ご朱印帖が挙げられる[15]。
- 2015年7月31日[16]に「大野cafeアプリ」という喫茶店（売店を兼ねる）が境内にオープンし、「大野バウム」[16][17][18]というバウムクーヘン[注 3]の販売を行っていたが、同店は2023年3月27日をもって閉店した[21]。店舗跡にはお食事処「栗東 金勝庵」という飲食店が入り、同年4月29日にオープンした[22]。同店では金箔が入ったうどん・そばなどを販売している[23]。
- 当社は、近隣に所在する栗東トレーニングセンター（JRA）の氏神様であり[19][24]、レースを開催するときは当社のお守りを付けてそれに臨む騎手が居る[24]。なお、当社では競走馬が実際に着用した蹄鉄を加工したお守りも販売している[25]。
- 地域活性化のため、2022年10月29日 - 10月31日に「大野妖会ハロウィン」という手作りイベントが境内で開催され[26][27]、3日間の来場者数の合計は約5,000人となった[28]。同イベントは2023年も開催されたが、開催期間は同年10月14日と10月15日の2日間に短縮した[29]。なお、同年のテーマは「仮面舞踏会」であった[29]。